# 德莎
德莎胶带（tesa）公司是世界上最大的胶带制造商之一，系于德国拜尔斯道夫(Beiersdorf)股份有限公司辖下三大部门(其余两大部门为妮维雅和Hansaplastic)之一，2001年4月，德莎胶带正式成立为拜尔斯道夫股份有限公司辖下独立的子公司：tesa AG。
目前的主要竞争对手为3M。